# Marek Walczak
Marek Andrzej Walczak (ur. 1965 w Krakowie) – polski historyk sztuki. Od 2016 dyrektor Instytutu Historii Sztuki Uniwersytetu Jagiellońskiego

## Życiorys
Absolwent historii sztuki na Uniwersytecie Jagiellońskim, adiunkt i dyrektor Instytutu Historii Sztuki UJ. W 1998 r. uzyskał stopień doktora (praca doktorska pod kierunkiem prof. Jerzego Gadomskiego), a w 2007 r. habilitował się. Jego preferencje naukowe koncentrują się na europejskiej sztuce gotyckiej (gł. rzeźba architektoniczna i snycerka, malarstwo, rzemiosło artystyczne), ze szczególnym uwzględnieniem sztuki doby Piastów i Jagiellonów w Krakowie. Innymi przedmiotami jego badań są także ikonografia chrześcijańska, przede wszystkim hagiograficzna oraz wizerunki hierarchów kościelnych.
Stypendysta Herzog August Bibliothek w Wolfenbüttel (1992), Uniwersytetu Karola w Pradze (1993), Fundacji na rzecz Nauki Polskiej (2003); wielokrotnie Fundacji Lanckorońskich z Brzezia.
Członek Komisji Historii Sztuki Polskiej Akademii Umiejętności, Stowarzyszenia Historyków Sztuki. Kierownik Zakładu Historii Sztuki Średniowiecznej. W latach 2008–2012 zastępca dyrektora, od 2016 r. sprawuje funkcję dyrektora Instytutu Historii Sztuki Uniwersytetu Jagiellońskiego.
W 2020 odznaczony Krzyżem Kawalerskim Orderu Odrodzenia Polski.

## Wybrane publikacje
- „Alter Christus”. Studia nad obrazowaniem świętości w sztuce średniowiecznej na przykładzie św. Tomasza Becketa, Kraków 2001[2]
- Rzeźba architektoniczna w Małopolsce za czasów Kazimierza Wielkiego, Kraków 2006.